# Antiqua-Fraktur-Streit

Vergleich runder und gebrochener Schriftarten

Der Antiqua-Fraktur-Streit war eine politische Auseinandersetzung im Deutschland des späten 19. und frühen 20. Jahrhunderts über den Stellenwert gebrochener Schriften für die geschriebene deutsche Sprache.
Im weiteren Sinne ist der gesamte etwa 200-jährige Übergangsprozess gemeint, in dem die Antiqua die gebrochenen Schriften als Alltagsschrift ablöste. In der Mitte des 18. Jahrhunderts wurde deutsche Sprache ausschließlich in gebrochenen Schriften geschrieben. In der zweiten Hälfte des 20. Jahrhunderts waren die gebrochenen Schriften fast vollständig aus dem Alltag verschwunden. Bei den Buch- und Druckschriften erfolgte die Ablösung – mit gewissen Modeschwankungen – allmählich über den gesamten Zeitraum. Dagegen wurde über Schreibschriften und Schullehrpläne zwar lange gestritten, die tatsächliche Umstellung erfolgte aber beschleunigt ab dem Jahr 1941, bedingt durch den Normalschrifterlass.

## Von der Gotik zur Reformation
Im 15. Jahrhundert herrschten unter den Buchschriften gebrochene Schriften wie Textura, Rotunda, Bastarda und gotische Minuskel vor. Seit Aufkommen des Buchdrucks mit beweglichen metallenen Lettern (Johannes Gutenberg, 1450) wurden diese gebrochenen Schriften auch im neuen Feld der Typographie verwendet.
Die „alte Schrift“ Antiqua (lateinisch antiquus „alt, einstig“) ist dagegen eine relativ neue Entwicklung des Renaissance-Humanismus, der sich inhaltlich und stilistisch auf die Antike bezog. Die Humanisten entwickelten zu Beginn des 15. Jahrhunderts in Italien aus antik-römischen Vorbildern (Capitalis) und der für antik gehaltenen karolingischen Minuskel die humanistische Minuskel. Mit dem Aufkommen des Buchdrucks wurde diese zu einer Satzschrift adaptiert, die bis heute Antiqua heißt. Die Antiqua gewann schnell an Bedeutung als Standardschrift für Texte in lateinischer Sprache sowie für die aus dem Lateinischen entstandenen romanischen Sprachen.
Es ist umstritten, inwiefern schon die Reformation zur Politisierung der Schriftfrage beitrug. Martin Luthers deutsche Bibel wurde in der gebrochenen Schrift Schwabacher gesetzt, um sich einerseits gegen die Textura abzugrenzen (in der etwa hundert Jahre zuvor die lateinische Gutenbergbibel gesetzt war), andererseits auch gegen die humanistische Antiqua.
Am Anfang des 16. Jahrhunderts entstand am Hof des deutschen Kaisers Maximilian I. die Fraktur im engeren Sinne. Sie wurde bevorzugt von deutschsprachigen Typographen verwendet, fand aber auch Verbreitung im europäischen Ausland.

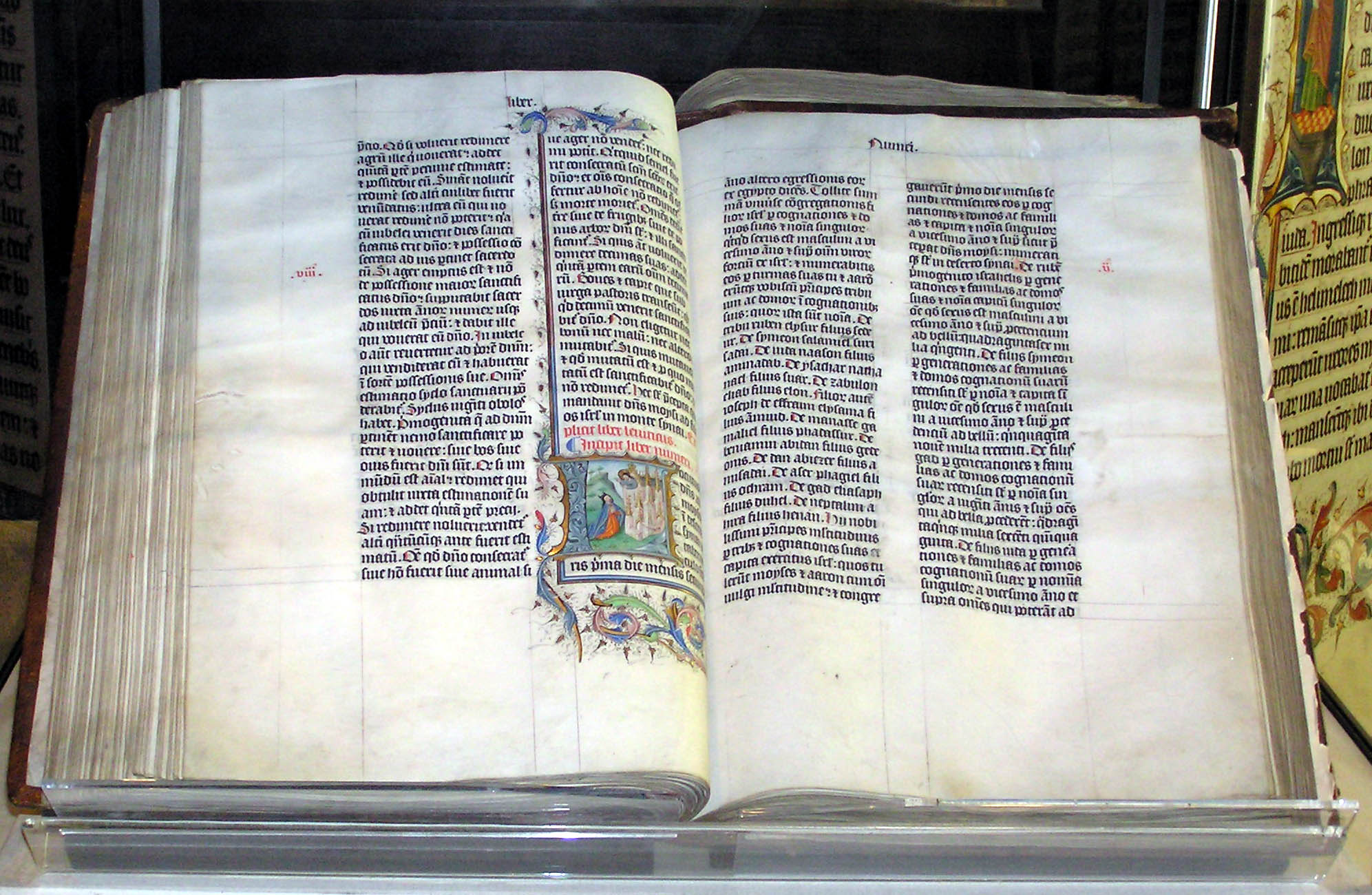
Lateinische Bibel in handgeschriebener Textura, Belgien 1407
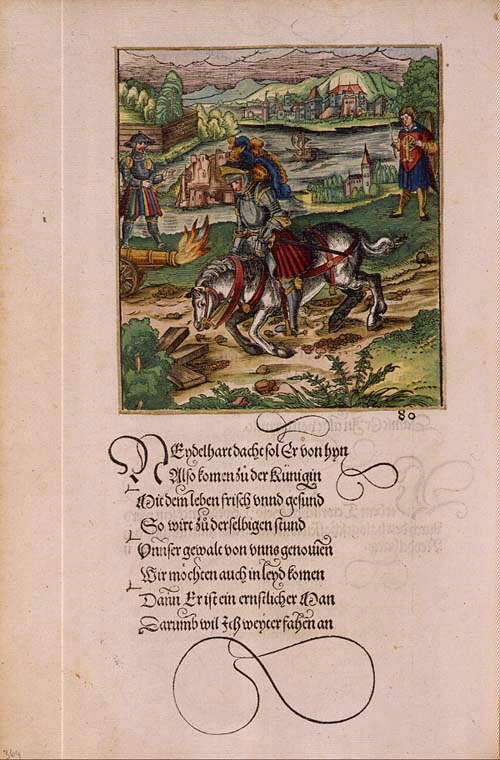
Deutscher Theuerdank in gedruckter Fraktur, 2. Auflage 1519
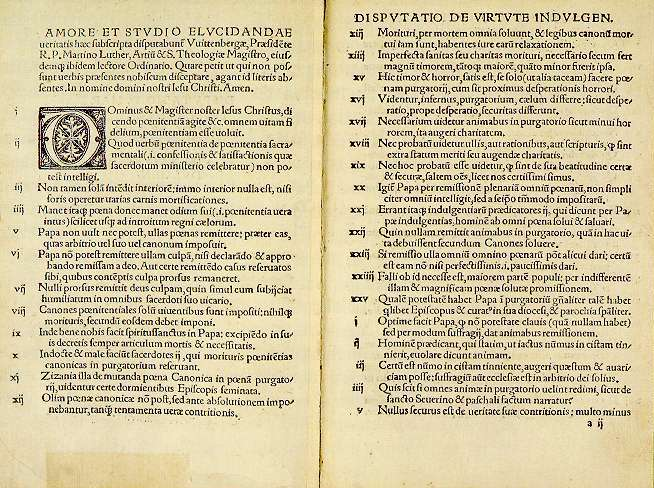
Martin Luthers lateinische 95 Thesen in gedruckter Antiqua, Wittenberg 1522
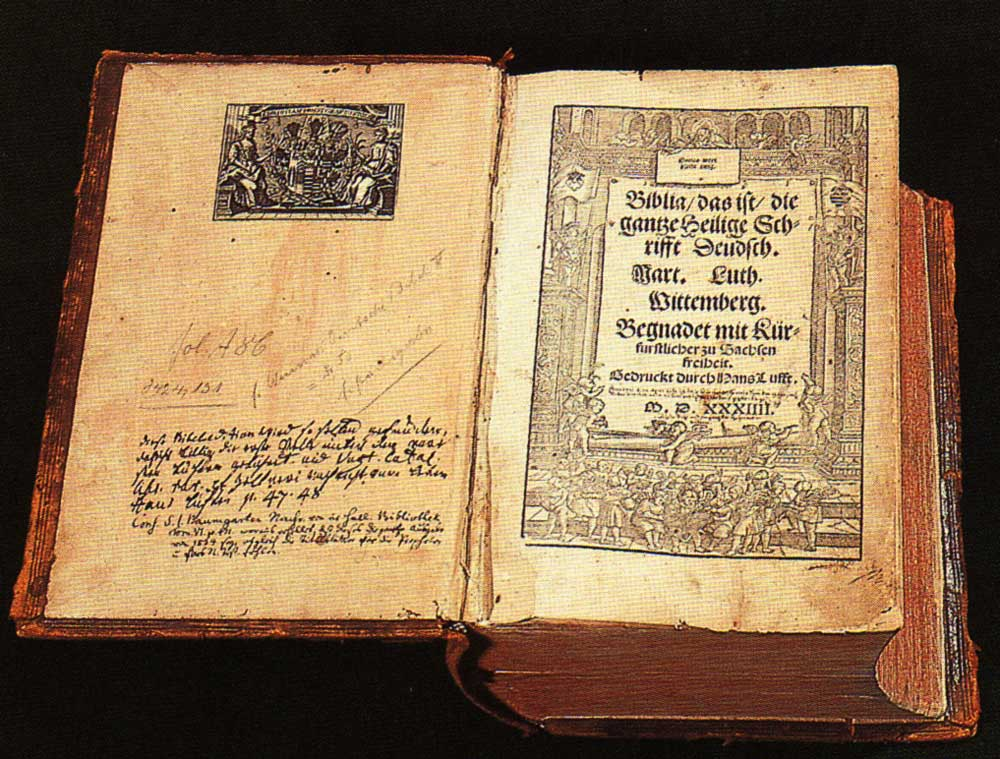
Deutschsprachige Lutherbibel in gedruckter Schwabacher, 1534 Wittenberg

## Mischformen
Parallel zum Aufkommen der humanistischen Minuskel bzw. Antiqua entstanden im 15. Jahrhundert auch Mischformen (Hybride) von gebrochener und humanistischer Schrift, die Gotico-Antiqua-Schriften. Diese fielen jedoch bis zum Ende des 15. Jahrhunderts wieder außer Gebrauch; solche Mischformen wurden seither nur sehr selten wieder aufgenommen.

## Zweischriftigkeit

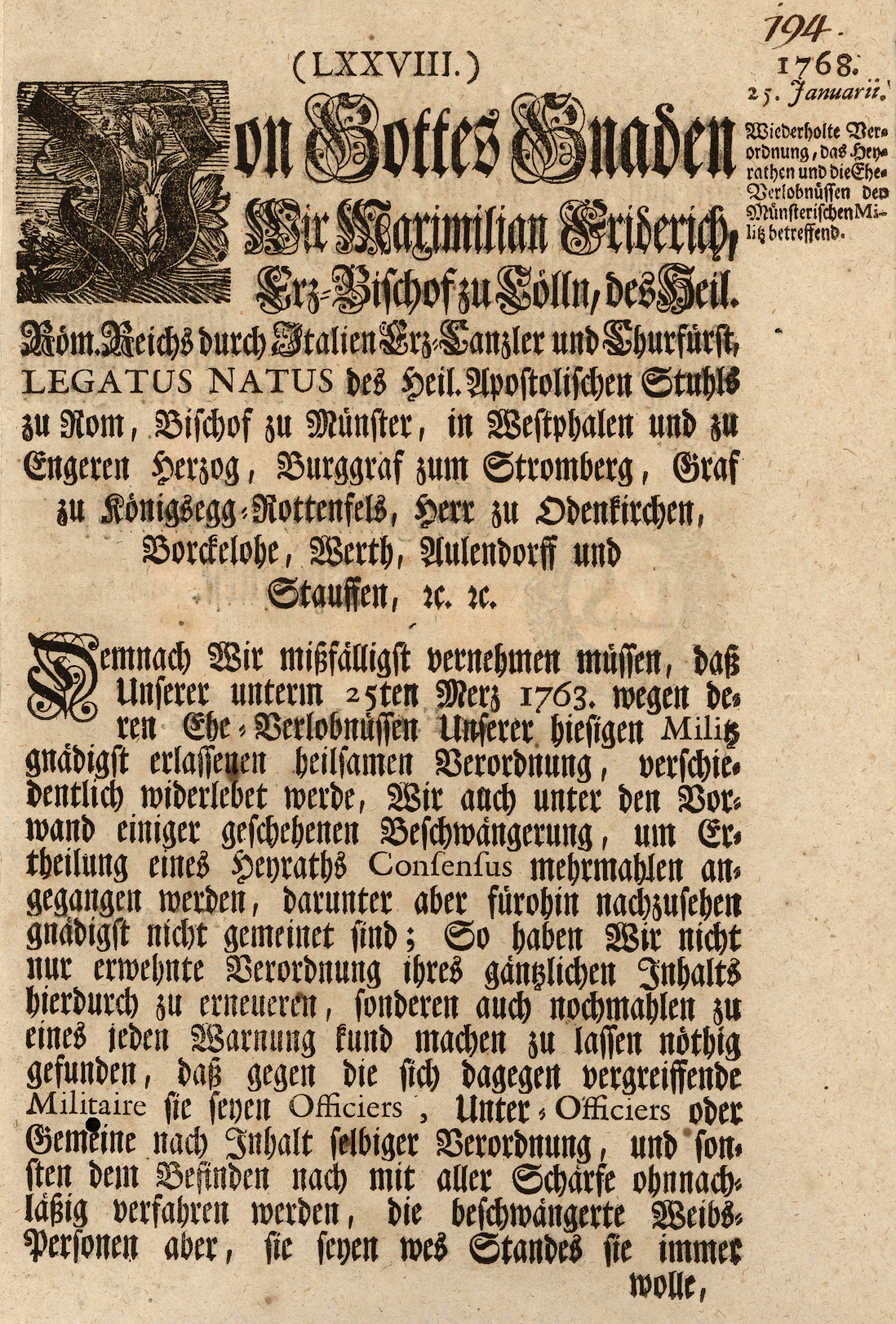
Zweischriftigkeit: deutscher Text in Fraktur, lateinische und französischstämmige Wörter in Antiqua (1768)

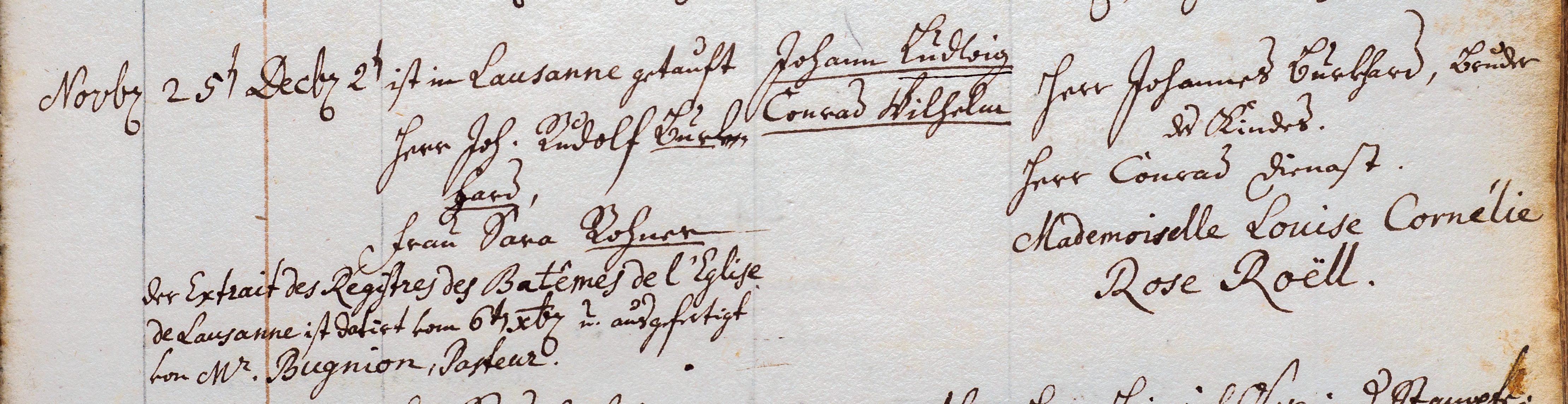
Handschriftliche Zweischriftigkeit: Taufregistereintrag von Johann Ludwig Burckhardt in deutscher Schrift, französische Orts- und Personennamen in lateinischer Schrift (1784)

Anfang des 16. Jahrhunderts bildete sich die deutsche Eigenheit heraus, zwei Schriften zu pflegen. Deutschsprachiger Text wurde weiterhin in gebrochenen Schriften gedruckt und geschrieben, lateinischer Text in Antiqua. Bei gemischtsprachigen Texten werden auch die Schriften gemischt: Fraktur für den Druck deutschsprachiger Wörter, Antiqua für fremdsprachige Wörter. Diese Regel hat sich im Fraktursatz bis heute gehalten. Diese Unterscheidung hat sich umgangssprachlich auch in den Begriffen „Deutsche Schrift“ und „Lateinische Schrift“ verfestigt, auch wenn es sich natürlich in beiden Fällen um lateinische Buchstaben handelt.
Die Zweischriftigkeit galt auch für Schreibschriften. Handschriftliches in deutscher Sprache wurde in gotischen Kursiven geschrieben, wie deutscher Kurrentschrift oder Sütterlinschrift. Handschriftliches in lateinischer Sprache wurde in humanistischer Kursive verfasst.
Bei den deutschen Schriftstreiten ging es um die Frage, ob auch die deutsche Sprache in Antiqua geschrieben werden solle, sowie um die Überwindung der Zweischriftigkeit zugunsten einer einzigen Schrift. In Italien und Frankreich war die Frage schon im 16. Jahrhundert zugunsten der Antiqua entschieden.

## Aufklärung, Klassizismus, Befreiungskriege
In der zweiten Hälfte des 18. Jahrhunderts wuchs durch Aufklärung, Klassizismus und Französische Revolution das Interesse in Deutschland an Literatur aus Frankreich und der griechischen und römischen Antike. Dies förderte die Verbreitung der Antiqua.
Der erste Höhepunkt des Schriftstreites fällt mit der Besetzung Deutschlands durch den französischen Kaiser Napoleon zusammen. Er erzwang im Jahr 1806 die Gründung des Rheinbundes, die das Ende des Heiligen Römischen Reiches Deutscher Nation bedeutete. Obwohl dieses „Römische Reich“ noch kein Nationalstaat im modernen Sinne war, liegen die Ursprünge der deutschen Nationalstaatsbewegung etwa in dieser Zeit.
Zunächst gab die Verwaltung der französischen Besatzungsmacht Anlass zum Schriftenstreit, da die meisten Verordnungen in lateinischer Schrift verbreitet wurden. Gebrochene Schriften wurden von deutschen Nationalisten als Symbol der äußeren Abgrenzung gegenüber der militärischen und kulturellen Übermacht Frankreichs verwendet.
Andererseits blieb die Frage, ob deutsche Sprache nicht auch mit Antiqua-Schriften geschrieben werden könne, eine Geschmacksfrage. Traditionalisten schätzten das vertraute Schriftbild der gebrochenen Schriften, Neuhumanisten bevorzugten die Antiqua aus philosophischen Gründen. Den gebildeten adeligen und bürgerlichen Kreisen in Deutschland war die Antiqua nicht nur geläufig, weil sich Französisch als internationale Diplomaten- und Gesellschaftssprache durchgesetzt hatte, sondern auch, weil fast die gesamte fremdsprachige Literatur in Antiqua gesetzt war und deren Kenntnis zum unverzichtbaren Bestandteil der höheren Bildung zählte.
Bezeichnend ist der Briefwechsel zwischen Goethe und seiner Mutter Catharina Elisabeth Goethe. Goethe bevorzugte die Antiqua, ließ seine Werke aber in beiden Schriftarten drucken. Seine Mutter schrieb am 15. Juni 1794

„Froh bin ich über allen Ausdruck, daß  deine Schriften … nicht mit den mir fatalen Lateinischen Lettern das Licht der Welt erblickt haben.“

Wichtige Befürworter der Antiqua sind die Brüder Grimm, deren Märchensammlung und Deutsches Wörterbuch zu den wichtigsten Werken deutscher Sprachkultur gehören. Die Fraktur sei in der Majuskel „unförmig“ und hindere die Verbreitung deutscher Bücher im Ausland.
Durch die Einführung der Volksschule im 19. Jahrhundert setzte Preußen die Schulpflicht erstmals für große Bevölkerungsanteile durch. Im Lese- und Schreibunterricht wurde die Deutsche Kurrentschrift („Spitzschrift“) gelehrt.
Für Adel und Bürgertum blieb weiterhin Französisch wichtigste Verkehrssprache; durch den wirtschaftlichen und wissenschaftlichen Austausch mit dem industriell führenden Großbritannien gewann auch Englisch an Bedeutung. Deshalb mussten gebildete deutsche Briefschreiber zusätzlich auch die lateinische Schreibschrift („Rundschrift“) beherrschen.

## Kaiserzeit

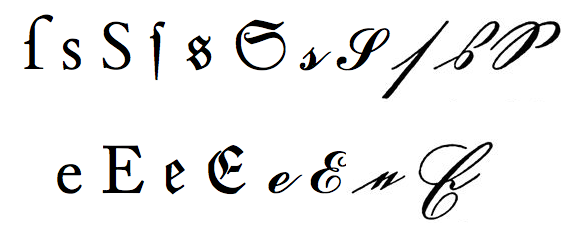
„8 Alphabete“ um 1900: Die Buchstaben S und E in lateinischer und deutscher Schrift, Druck- und Schreibschrift, Groß- und Kleinbuchstaben, einschließlich „langem s“ („ſ“)

In der Zeit von 1867/1871 wurde der deutsche Bundesstaat gegründet. Damals wurde vieles in Deutschland vereinheitlicht, allerdings dauerte es noch bis 1901, dass man sich beispielsweise auf eine gemeinsame deutsche Rechtschreibung einigte. In diesem Zeitraum herrschte auch die Debatte um die Schrift. Reichskanzler Otto von Bismarck etwa war erklärter Befürworter der Fraktur.
Der Antiqua-Fraktur-Streit als öffentliche Debatte wurde 1881 durch Reformvorschläge des Schreibwarenherstellers Friedrich Soennecken ausgelöst, die 1885 zur Gründung des „Vereins für Altschrift“ führten („Altschrift“ als eindeutschende Bezeichnung für Antiqua). Die völkische Gegenposition vertraten der Oberkorrektor der Reichsdruckerei Adolf Reinecke und der Verleger Gustav Ruprecht, der sich mit dem Flugblatt Das Kleid der deutschen Sprache (1912) an diesem Streit beteiligte und den Buchhändlerischen Frakturbund gründete. Der öffentliche Streit gipfelte 1911 in einer Reichstagsdebatte, die aber zu keiner Entscheidung führte.

### Alldeutsche und völkische Bewegung
Ende des 19. Jahrhunderts griff auch die Alldeutsche Bewegung sowie die Völkische Bewegung die Schriftfrage auf. Vor allem Adolf Reinecke und der von ihm 1890 in Berlin gegründete „Allgemeine Deutsche Schriftverein“ sowie seine 1896 gegründete Zeitschrift Heimdall trieben den Streit mit zunehmender Schärfe voran. Reinecke betrachtete die Antiqua als eine durch die Römer oktroyierte Schrift, nachdem die Runen der Germanen als „heidnische Schrift“ der Christianisierung zum Opfer gefallen waren. In der Entwicklung der gebrochenen Schriften glaubte er das Wirken des deutschen Wesens zu erkennen:

„Die runden, wälschen Buchstaben [haben sich] allmählich unserem Wesen gemäß zu geraden, eckigen, knorrigen, geästelten und dabei künstlerischen Gebilden zur sogenannten gothischen oder Eckschrift entwickelt. In dieser Umgestaltung sehen wir sich eine schöpferische Tat germanischen Geistes vollziehen. Der wälschen Schrift wurde der Stempel des Deutschtums aufgeprägt.“

Reineckes Begründungen verkennen aber die geschichtliche Entwicklung der Schrift: die Germanen beriefen sich im Alltag auf mündliche Vereinbarungen, Runen hatten hauptsächlich eine kultische und religiöse Bedeutung. Die Wandlung der „runden“ karolingischen Minuskel in „eckige“ gotische Schriften begann im „welschen“ Nordfrankreich, nicht in Deutschland, und wurde in ganz Europa weitergeführt.

### Gesetzgebung
Am 4. Mai 1911 wurde die Schriftfrage ausführlich im deutschen Reichstag verhandelt. Der die Antiqua propagierende Verein für Altschrift hatte sich Mitte der 1890er Jahre an die Petitionskommission des Reichstags gewandt, um die Antiqua in den Schulen neben der Fraktur einzuführen. Nachdem dem Antrag zunächst zugestimmt worden war, entfachte Reinecke gemeinsam mit anderen nationalistischen Gruppierungen eine sehr emotional geführte öffentliche Debatte. In der Folge dieses öffentlichen Streits nahm der Reichstag den Beschluss mit 85 zu 82 Stimmen zurück. Bei der endgültigen Abstimmung am 17. Oktober 1911 stimmten 75 % der Abgeordneten gegen den Antrag. Damit blieb alles beim Alten.
1911 erhielt der Grafiker Ludwig Sütterlin vom preußischen Kultusministerium den Auftrag, neue Schulausgangsschriften zu entwickeln. 1915 führte Preußen die deutsche und die lateinische „Sütterlinschrift“ in den Lehrplan ein. Bis 1935 übernahmen auch die meisten anderen deutschen Länder die beiden Sütterlinschriften.
Siehe auch: Buchkunstbewegung

## Weimarer Republik
Während der Weimarer Republik (ab 1919) bestand die Zweischriftigkeit in Schullehrplänen und alltäglichem Schriftgebrauch weiter. Die Antiqua gewann als internationale Schrift an Bedeutung.
Im Umfeld des funktionalistischen Bauhauses und des Typographen Jan Tschichold entstand in den 1920er Jahren eine Neue Typographie. Serifenlose Grotesk-Schriften gewannen an Bedeutung.
In diese Zeit fielen auch zahlreiche Untersuchungen zur besseren Lesbarkeit einer dieser beiden Schriftgattungen, bei denen die Bruchschrift – entgegen den subjektiven Einschätzungen der Testteilnehmer – gegen die Antiqua gewann.

## Nationalsozialismus
Die Nationalsozialisten hatten ein widersprüchliches Verhältnis zu den traditionellen gebrochenen Schriften. Auf der einen Seite forderten Studenten bei der Bücherverbrennung 1933 in Deutschland „Schärfstes Einschreiten gegen den Mißbrauch der deutschen Schrift“. Auf der anderen Seite verspottete Adolf Hitler in einer Rede auf einer „Kulturtagung des Parteitags der NSDAP“ am 5. September 1934 im Apollo-Theater in Nürnberg diese rückwärtsgewandte Haltung:

„[…] der nationalsozialistische Staat [muss] sich verwahren gegen das plötzliche Auftauchen all jener Rückwärtse, die meinen, eine ‚theutsche Kunst‘ … aus der krausen Welt ihrer eigenen romantischen Vorstellungen der nationalsozialistischen Revolution als verpflichtendes Erbteil für die Zukunft mitgeben zu müssen […] Eure vermeintliche gotische Verinnerlichung paßt schlecht in das Zeitalter von Stahl und Eisen, Glas, Beton, von Frauenschönheit und Männerkraft, von hochgehobenem Haupt und trotzigem Sinn.“

Die NSDAP und die nationalsozialistische Regierung selbst setzten in den 1920er und 1930er Jahren in ihrem Propagandamaterial Schriften uneinheitlich ein. Als ausschließliche Besonderheit der Nazi-Typographie lassen sich eigentlich nur das Hakenkreuz, die Siegrune (SS) und die Kombination aus Davidstern und pseudo-hebräischer Schrift beim „Judenstern“ und antisemitischer Propaganda nachweisen. Es ist umstritten, inwiefern die nach 1933 in Mode gekommenen gebrochenen Grotesken als „Nazi-Schrift“ zu werten sind.

### Schrift der Deutschen
Am 9. Mai 1933 forderte Reichsinnenminister Wilhelm Frick in einer Rede vor den Kultusministern der Länder, dass die deutsche Schrift „ihren unbedingten Vorrang vor der lateinischen niemals verlieren darf“. Am 8. August folgte er einer Anregung des Buchhändlerischen Fraktur-Bundes und ließ für das Innenministerium anordnen, nur noch „Schreibmaschinen mit deutschen Schriftzeichen“ anzuschaffen. Es ist nicht bekannt, wie viele dieser Schreibmaschinen tatsächlich angeschafft und benutzt wurden.
Im Winter 1933/34 veranstaltete das Berliner Schriftmuseum Rudolf Blanckertz eine große Ausstellung zum Thema „Die Schrift der Deutschen“, die anschließend bis 1938 als Wanderausstellung in den meisten Großstädten gezeigt wurde. Am 7. September 1934 regelte ein Erlass des Reichsministers für Wissenschaft, Erziehung und Volksbildung Bernhard Rust die Verwendung der Deutschen Schrift. Am 30. Juli 1937 verbot das Propagandaministerium jüdischen Verlagen die Verwendung der Fraktur zum Druck von Publikationen.
Der Marktanteil der Fraktur als Werkschrift war bis 1932 auf fünf Prozent gesunken. In den Jahren 1933 bis 1935 nahm er bis auf 50 % zu, sank aber schon vor 1940 wieder rapide ab. Trotz dieser kurzen Modewelle war der Anteil der Antiquaschnitte an der deutschen Druckschriftenproduktion während der gesamten Zeit des Nationalsozialismus wesentlich höher als der der Frakturschnitte. Fraktur hatte nur als Setzmaschinenschrift einen nennenswerten Anteil. Antiqua blieb die Norm für Schreibmaschinen- und Akzidenzschriften.

### Der Übergang zum alleinigen Gebrauch der Antiqua

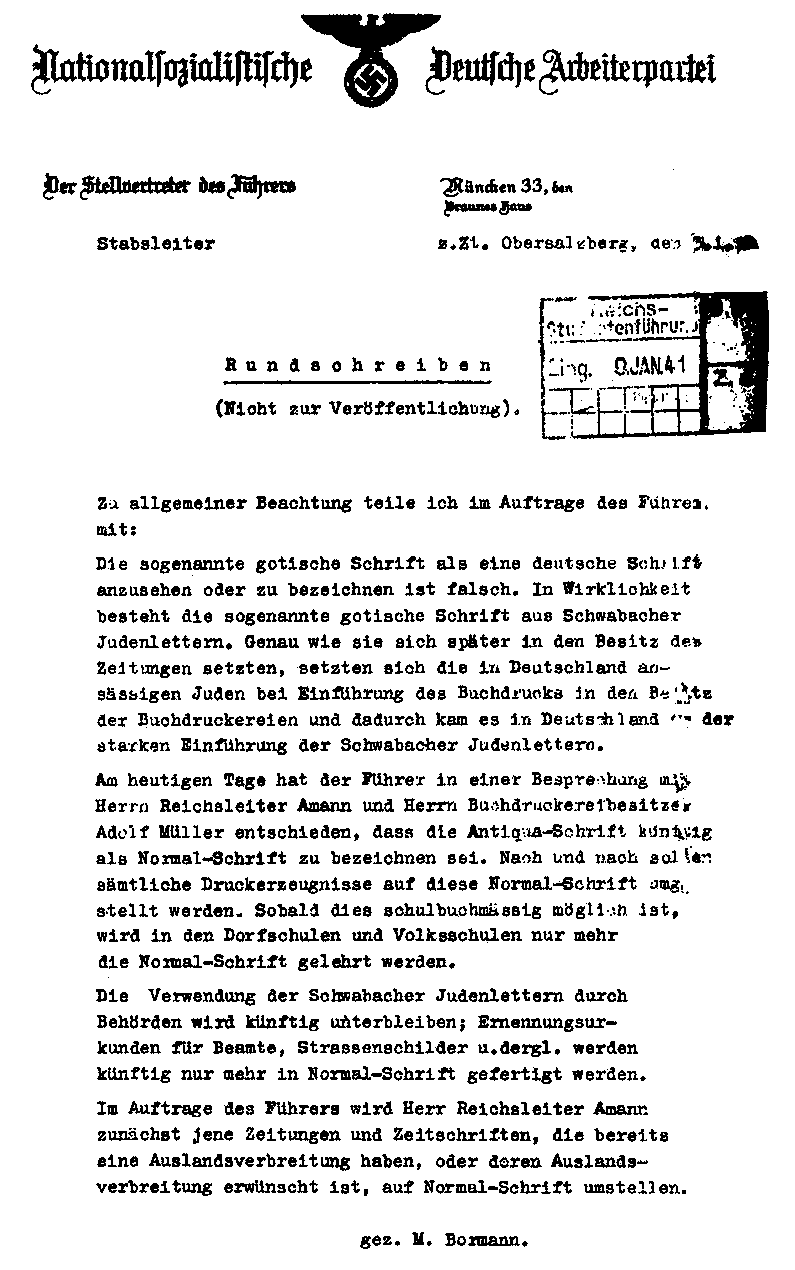
Rundbrief Martin Bormanns vom 3. Januar 1941 mit dem Erlass Adolf Hitlers, die Antiqua als „Normal-Schrift“ einzuführen

Als Hitler in den Jahren 1940/41 auf dem Höhepunkt seiner Macht angekommen war und einen großen Teil Europas besetzt hielt, kam ein Umschwung von der Bevorzugung der Fraktur zur Vorherrschaft der Antiqua zustande, zuerst im Hinblick auf das Ausland. Joseph Goebbels gab eine neue Wochenzeitung heraus, die für die Intelligenz auch des Auslands bestimmt war: Das Reich. Diese Zeitung erschien am 26. Mai 1940 zum ersten Mal, gesetzt in Antiqua.
Bei einer geheimen Ministerkonferenz im Propagandaministerium wurde am 27. März 1940 beschlossen, für sämtliches zur Verbreitung im Ausland bestimmte Propagandamaterial ausschließlich den dort üblichen Antiqua-Druck zu verwenden.
Am 3. Januar 1941 fällte Hitler seine Entscheidung. Die „gotischen Schriften“ seien sämtlich zugunsten der „Normal-Schrift“ aufzugeben. In einem nichtöffentlichen Rundbrief ließ Hitler Martin Bormann verbreiten:
„Die sogenannte gotische Schrift als eine deutsche Schrift anzusehen oder zu bezeichnen ist falsch. In Wirklichkeit besteht die sogenannte gotische Schrift aus Schwabacher Judenlettern. Genau wie sie sich später in den Besitz der Zeitungen setzten, setzten sich die in Deutschland ansässigen Juden bei Einführung des Buchdrucks in den Besitz der Buchdruckereien und dadurch kam es in Deutschland zu der starken Einführung der Schwabacher Judenlettern.
Am heutigen Tage hat der Führer in einer Besprechung mit Herrn Reichsleiter Amann und Herrn Buchdruckereibesitzer Adolf Müller entschieden, dass die Antiqua-Schrift künftig als Normal-Schrift zu bezeichnen sei. Nach und nach sollen sämtliche Druckerzeugnisse auf diese Normal-Schrift umgestellt werden. Sobald dies schulbuchmässig möglich ist, wird in den Dorfschulen und Volksschulen nur mehr die Normal-Schrift gelehrt werden.
Die Verwendung der Schwabacher Judenlettern durch Behörden wird künftig unterbleiben; Ernennungsurkunden für Beamte, Strassenschilder u. dergl. werden künftig nur mehr in Normal-Schrift gefertigt werden.
Im Auftrage des Führers wird Herr Reichsleiter Amann zunächst jene Zeitungen und Zeitschriften, die bereits eine Auslandsverbreitung haben, oder deren Auslandsverbreitung erwünscht ist, auf Normal-Schrift umstellen.“
Hitlers Begründung steht im krassen Widerspruch zu allen jemals ausgetauschten Argumenten des jahrzehntelangen Schriftstreits. Zur Entstehungszeit der Schwabacher Lettern im 15. Jahrhundert war der Besitz von Druckereien Christen vorbehalten. Die Schrift selbst hat ihre Wurzeln in der fränkischen Bastarda, einer traditionellen gotischen Schrift. Viel bedeutender als die Schwabacher Schrift war die Fraktur aus dem Umfeld des römisch-deutschen Kaisers Maximilian I. Die Bezeichnung „Schwabacher Judenlettern“ wird meist als Ausdruck von Hitlers Judenhass und Ablehnung alles Gotischen interpretiert. Andere halten sie für einen Propagandatrick zur Schwächung deutscher Schriftvereine, die deutsche Sprache und gebrochene Schrift als kulturelle Einheit begriffen.
An der Besprechung, in der Bormanns Erlass beschlossen wurde, nahm der „Buchdruckereibesitzer“ Adolf Müller teil, der das Parteiorgan Völkischer Beobachter druckte. Dieses verwendete die 1913 von dem jüdischen Graphiker Lucian Bernhard entwickelte Bernhard-Fraktur. Diese Schrift „traf den Zeitgeist … Selbst der nationalsozialistische Völkische Beobachter nutzte – wohl nichts ahnend vom jüdischen Schöpfer – die ‚offizielle Aura‘ der Schrift.“
Am 13. Januar 1941 leitete Hans Heinrich Lammers den Beschluss an die obersten Reichsbehörden weiter, allerdings mit der Begründung, dass „die Verwendung der fälschlicherweise als gotische Schrift bezeichneten Schriftzeichen den deutschen Interessen im In- und Auslande schade, weil Ausländer, die die deutsche Sprache beherrschen, diese Schrift meist nicht lesen können“.
Joseph Goebbels schrieb am 2. Februar 1941 in sein Tagebuch: „Der Führer ordnet an, daß die Antiqua künftig nur noch als deutsche Schrift gewertet wird [Er meinte wohl: … daß künftig nur noch die Antiqua als deutsche Schrift gewertet wird]. Sehr gut. Dann brauchen die Kinder wenigstens keine 8 Alphabete mehr zu lernen. Und unsere Sprache kann wirklich Weltsprache werden.“ Unter den „acht Alphabeten“ verstand man damals die Klein- und die Großbuchstaben der lateinischen und der „deutschen“ Druckschrift sowie der lateinischen und der deutschen Schreibschrift.
Die Deutsche Reichsbahn kündigte am 19. April 1941 die Umstellung an – zunächst aber nur für Schrifttum, „das unmittelbar auf das Ausland einwirken soll. Von der Umstellung des Inlandschrifttums wird vorerst Abstand genommen. Neue Schilder und Aufschriften sind in jedem Falle in Normalschrift herzustellen.“
Von den zuständigen Ministerien wurde auch eine Abschaffung des ß in Antiqua beschlossen, da der Buchstabe im Ausland unbekannt und selten in Antiqua-Schriften vorhanden war. Hitler intervenierte aber. Aus einem Schreiben des Reichsministers der Reichskanzlei: „Der Führer hat sich für eine Beibehaltung des ‚ß‘ in der Normalschrift entschieden. Er hat sich aber gegen die Schaffung eines großen ‚ß‘ ausgesprochen. Bei der Verwendung großer Buchstaben soll das ‚ß‘ vielmehr als ‚SS‘ geschrieben werden.“
Am 1. September 1941 regelte ein Erlass des Reichsministers für Wissenschaft, Erziehung und Volksbildung den Schreibunterricht an Schulen. Die 1935 eingeführte „deutsche Volksschrift“, eine Variante der spitzen Sütterlinschrift, wurde aufgegeben. Stattdessen sollte ab dem Schuljahr 1941/42 nur noch eine lateinische Schreibschrift, die neue „deutsche Normalschrift“, unterrichtet werden. Der Erlass enthielt auch genaue Anweisungen zum Aussehen dieser Schrift. Zur Regelung der Umstellung auf die Normalschrift im Leseunterricht erging ein weiterer Erlass des Reichsministers für Wissenschaft, Erziehung und Volksbildung, durch den angeordnet wurde, dass das Lesen der Frakturschriften „im zweiten und dritten Schuljahr gelehrt“ wird, damit diese Schriften „in den bisherigen Büchern und Schriften noch weiterhin [fließend] gelesen werden können“, dass jedoch „[a]uf das Lesen von Schreibschriften in ‚deutscher Schrift‘ … verzichtet werden“ muss.
Eine sofortige Umsetzung erfolgte aber, schon aus logistischen Gründen, nicht. Man konnte mitten im Krieg nicht unmittelbar alle Lehrmaterialien austauschen. Auch die Zeitungs- und Buchverlage konnten nicht im notwendigen Maße lateinische Bleischriften kaufen. Dennoch markiert der Normalschrifterlass das Ende der spitzen deutschen Schriften als allgemeiner Gebrauchsschriften.
Am 2./3. November 1941 sagte Hitler in einem seiner „Monologe im Führerhauptquartier“: „Unsere Sprache wird in hundert Jahren die europäische Sprache sein. Die Länder des Ostens, des Nordens wie des Westens werden, um sich mit uns verständigen zu können, unsere Sprache lernen. Die Voraussetzung dafür: An die Stelle der gotisch genannten Schrift tritt die Schrift, welche wir bisher die lateinische Schrift nannten und jetzt Normalschrift heißen. Wir sehen jetzt, wie gut es war, daß wir uns im Herbst vorigen Jahres zu diesem Schritt entschlossen haben […] Ich glaube dabei, daß wir mit der sogenannten gotischen Schrift nicht etwas verlieren, was uns eigentümlich ist. Die nordischen Runen gleichen doch viel mehr den griechischen Schriftzeichen. Warum sollten barocke Schnörkel gerade der Ausdruck des Deutschen sein!“

## Nachkriegszeit, Deutsche Teilung und Gegenwart
Mit der bedingungslosen Kapitulation am 8. Mai 1945 endeten die Herrschaft der Nationalsozialisten und die Rechtshoheit des Deutschen Reiches. Schriftfragen und Schullehrpläne wurden in den Besatzungszonen von den jeweiligen Besatzungsmächten geregelt. Österreich und die Tschechoslowakei waren wieder unabhängige Staaten.
In den westlichen Besatzungszonen wurde das Benutzen der deutschen Schrift vielerorts durch die Alliierten untersagt, weil sie diese Schrift nicht lesen konnten.
Die deutsche Kurrentschrift wurde in der Bundesrepublik ab 1954 wieder an den Schulen einiger Bundesländer als zusätzliche Ausgangsschrift gelehrt, konnte sich jedoch nicht mehr nachhaltig gegen die lateinischen Schreibschriften durchsetzen.
Als Brotschrift wurde die Frakturschrift in Ausnahmefällen noch bis in die 1960er Jahre oder 1970er Jahre hinein verwendet, etwa in einigen Bibelausgaben, im Evangelischen Kirchengesangbuch oder im lateinisch-deutschen Schulwörterbuch Der kleine Stowasser. Ansonsten wurden vollständige Bücher nur noch vereinzelt in gebrochenen Schriften gesetzt.
In den meisten deutschsprachigen Schweizer Zeitungen wurde die Frakturschrift – länger als in Deutschland – bis Ende der 1940er Jahre eingesetzt. Da die deutschsprachigen Schweizer Medien ihre Zeichensätze aus Deutschland importierten und dort kaum noch Sätze in Frakturschrift hergestellt wurden, waren die Schweizer Medien nach und nach gezwungen, auf Antiqua umzustellen.
Seit etwa 2000 haben die gebrochenen Druckschriften ihre Sonderstellung für die geschriebene deutsche Sprache allmählich ganz verloren. Die Nutzung passt sich internationalen Gewohnheiten an. In öffentlichen Debatten stoßen gebrochene Schriften als „deutsche Schrift“ auf kein nennenswertes Interesse mehr, ganz im Gegensatz zu sprachpuristischen Forderungen oder der heftigen Auseinandersetzung um die Reform der deutschen Rechtschreibung von 1996.

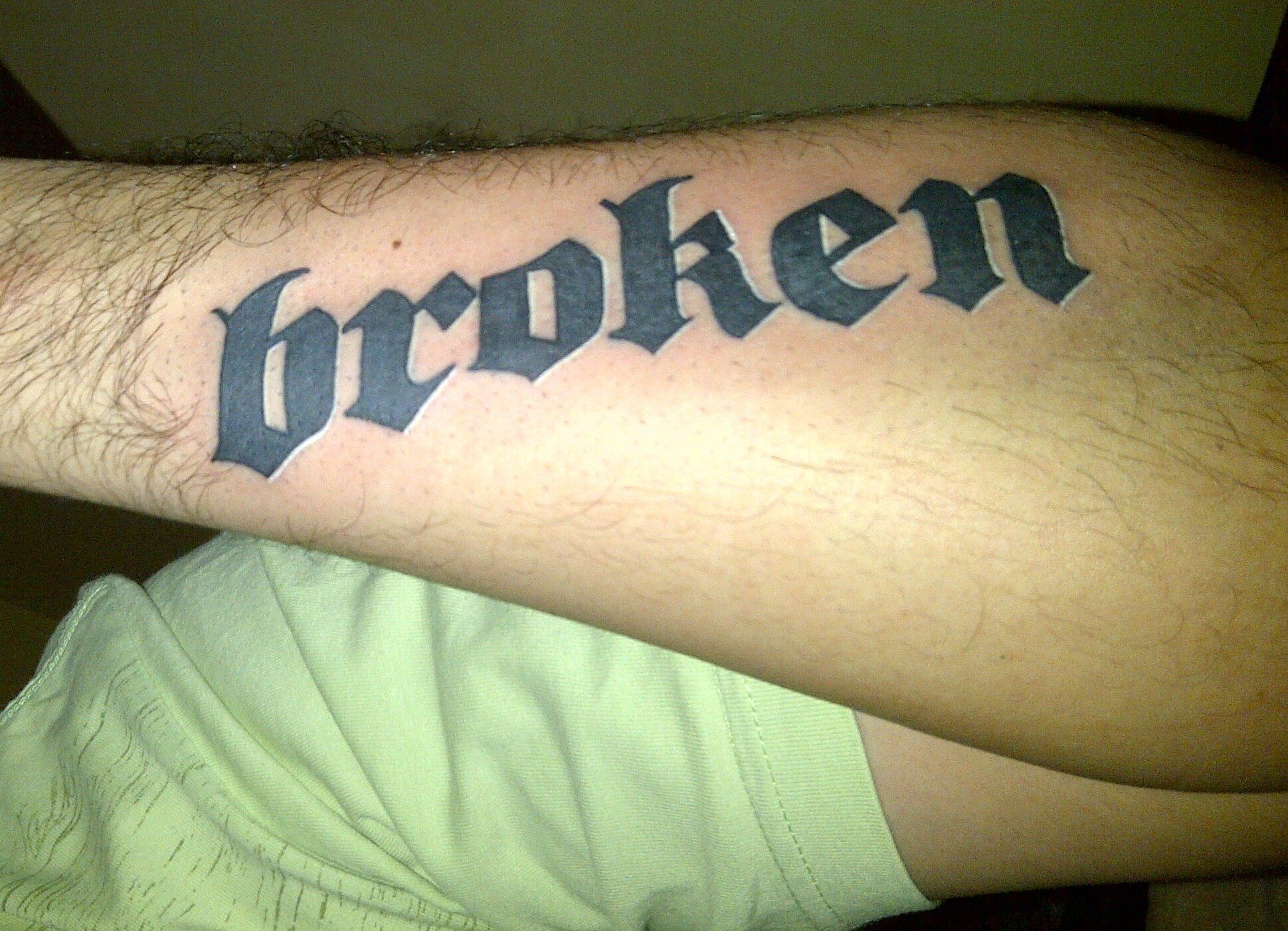
Frakturschrift in einer Tätowierung

Teilweise findet die Fraktur noch als Auszeichnungsschrift Einsatz. Ansonsten hat sie sich im öffentlichen Leben dort gehalten, wo Straßenschilder, Firmennamen oder andere Schriftzüge Altertümlichkeit, eine lange Unternehmensgeschichte, Rustikalität oder Solidität symbolisieren sollen, etwa auf Wirtshausschildern und Biermarken. Auf den ab Oktober 1990 von der Deutschen Bundesbank herausgegebenen DM-Banknoten der Vierten Serie war das Wort „Banknote“ in Fraktur gesetzt. Gebrochene Schriften sind beim Computersatz international verbreitet und haben eine neue Rolle als Zierschriften in der Popkultur gefunden, etwa in bestimmten Musikgenres wie Hard Rock, Heavy Metal oder Dark Wave, sowie in Tätowierungen.